# Дефанс
Дефанс (на френски: La Défense, букв. защита, отбрана) е основният бизнес район във френската метрополия на Париж, на 3 километра западно от границите на града. Намира се в департамент Hauts-de-Seine на регион Ил дьо Франс в общините Курбьовоа, Ла Гарен-Коломб, Нантер и Пюто.
Дефанс е най-големият специално построен бизнес район в Европа, обхващащ 560 хектара, за 180 000 работници на ден, със 72 сгради от стъкло и стомана (от които 20 са завършени небостъргачи, от 24 в регион Париж) и 3 500 000 квадратни метра офис пространство. Около Голямата арка и еспланадата („le Parvis“), в Дефанс се намират много от най-високите небостъргачи в градския район на Париж. Westfield Les Quatre Temps, голям търговски център в Дефанс, има 220 магазина, 48 ресторанта и киносалон с 24 екрана.
Paris La Défense Arena, най-голямата закрита арена в Европа, е открита през 2017 г.
Областта се намира в най-западния край на дългата 10 километра Axe historique („историческа ос“) на Париж, която започва от Лувъра в центъра на Париж и продължава по Шанз-Елизе, доста отвъд Триумфалната арка по протежение на Avenue de la Grande Armée преди да достигне кулминацията си в Дефанс. Областта е съсредоточена в орбитална магистрала, пресичаща общините на департамента Hauts-de-Seine на Курбьовоа, Ла Гарен-Коломб, Нантер и Пюто. Дефанс е предимно бизнес район и е домакин на население от 50 000 постоянни жители и 75 000 студенти. Дефанс също се посещава от 8 000 000 туристи всяка година и разполага с музей на открито.

## История
Дефанс води името си от емблематичната статуя Защитата на Париж (La Défense de Paris), която е построена през 1884 г., за да почете войниците, които са отбранявали града по време на Френско-пруските войни. Името на района понякога създава объркване у посетителите, понеже те обикновено смятат, че това е някаква военна зона или поделение.
Кварталът е строен след 60-те години на XX век като голям икономически, търговски и административен център. Модерната архитектура с небостъргачите и новаторските форми, материали (стъкло) и цветове, го правят една от важните туристически атракции за гостите на Париж.